# Ciemiński III
Ciemiński III (Cimiński, Darzyn-Ciemiński, Darsen-Ciemiński, Darzyn II, Księżyc odmienny) – kaszubski herb szlachecki, według Przemysława Pragerta odmiana herbu Księżyc.

## Opis herbu
Opis z wykorzystaniem zasad blazonowania, zaproponowanych przez Alfreda Znamierowskiego:
W polu błękitnym półksiężyc złoty, nad którym trzy takież gwiazdy w słup (najwyższa ośmiopromienna). Bezpośrednio nad tarczą korona, z której Klejnot: trzy pióra strusie. Labry: brak.

## Najwcześniejsze wzmianki
Zachowało się przedstawienie tego herbu z ambony w kościele w Borzyszkowach z 1738 roku. Używała go rodzina Ciemińskich, prawdopodobnie z przydomkiem Darzyn (Dorzyn, Darsen).

## Herbowni
Ciemiński (Cimiński). Prawdopodobnie z przydomkiem Darzyn (Dorzyn, Darsen).